# العيد الوطني الفرنسي
العيد الوطني الفرنسي (الفرنسية: Fête nationale Française) أو يوم الباستيل هو الاسم الشائع الذي يُستعمل للإشارة إلى اليوم الوطنيّ الفرنسيّ الذي يُحتفل به يوم الرابع عشر من شهر يوليو/تموز كل عام، لذلك يشاع اسم الرابع عشر من يوليو (بالفرنسيَّة: le 14 juillet، وتُلفظ: [lə katɔʁz(ə) ʒɥijɛ]).
يخلِّد اليوم الوطنيّ الفرنسيّ الذكرى السنويَّة لواقعة اقتحام الثوّار لسجن الباستيل يوم 14 يوليو عام 1789، والذي مثَّل نقطة تحول هامَّة في مجريات الثورة الفرنسيَّة. كما يمثّل العيد الوطنيّ احتفالًا بعيد الاتحاد (بالفرنسيَّة: Fête de la Fédération) الذي يخلِّد بذكرى وحدة الشعب الفرنسيّ بتاريخ 14 يوليو عام 1790. تجري الاحتفالات باليوم الوطنيّ في جميع أنحاء البلاد خلال يوم الرابع عشر من يوليو. ويُقام عرض عسكريّ سنويّ ضخم بهذه المناسبة في جادّة الشانزلزيه وسط باريس يحضره رئيس الجمهوريَّة وغيره من المسؤولين الفرنسيين رفيعي المستوى والضيوف الأجانب حيث يوصف العرض بأنَّهُ الأقدم والأكبر من نوعه في أوروبا كلَّها.

## لمحة تاريخية
أقال الملك لويس السادس عشر وزير ماليَّته جاك نيكير المتعاطف مع الطبقة الثالثة يوم 11 من شهر يوليو عام 1789، وبعدها اقتحم أهل باريس حصن سجن الباستيل. جاء اقتحام الثّوار للحصن في ظل خشيتهم من تعرضهم هم أنفسهم أو ممثليهم لهجوم الجيش الملكي أو أفواج المرتزقة الأجانب التي كانت تتبع أوامر الملك. كما كان هدفهم الحصول على البارود والذخيرة التي ذاع قبوعها خلف جدرانه لتوزيعها على الثوّار. كان سجن الباستيل حصنًا باريسيًّا يبلغ ارتفاع جدرانه نحو مئة قدم وسماكتها ثلاثين قدمًا تحميها أبراج مزوَّدة بالمدافع، ويحيطها خندق يبلغ عرضه ثمانين قدمًا. غالبًا ما أُسِرَ في الباستيل المُدانين بموجب أوامر إدانة اعتباطيَّة لا تقبل الاستئناف كان يحق للملك إصدارها كما يحلو لهُ. احتوى السجن الذي كان بحد ذاته رمزًا للحكم المطلق على مخبأ كبير للذخيرة والبارود. هذا وقد اُشتهِر الباستيل باحتوائه على السجناء السياسيين الذين زُجِّوا في زَنازينه حالما أثارت كتاباتهم وآرائهم سخط الحكومة الملكيَّة. لم يكن داخل السجن وقت وقوع الاقتحام في شهر يوليو عام 1789 سوى سبعة أسرى ليس لأي منهم ثقل سياسي يُذكر. سبقَ اقتحام الثوار الباريسيين للباستيل خلال نفس يوم حصارهم لليزانفاليد سعيًا لاغتنام الأسلحة الناريَّة والبنادق والمدافع التي كانت مُخزَّنة في أعماق سراديبه.
تمكَّن الحرس الفرنسيّ الذي وقع على عاتقه حراسة وحماية المباني العامَّة في النهاية من كبح جماح الحشود الثائرة. أمَّا في الباستيل فطالب الثوّار من آمر السجن دي لوني أن يسمح لهم بالدخول وهو ما رفضه الحاكم في بادئ الأمر ولكن وافق الطرفان التفاوض بعدما انضم أعضاء المجلس البلديّ الجديد للجماهير وعرضوا التدخل لدى محافظ الباستيل لعقد ترتيبات سلام· وفي تلك الأثناء تسلق بعض العمال النشيطين إلى مراكز التحكم ودلوا الجسرين المتحركين فوق الخندق فاندفع الثّوار عبريهما إلى ساحة السجن، فأمرهم دي لوني بالتراجع ولكنهم رفضوا، فأطلق الحرّاس النار عليهم. بيدَّ أنَّ الفوز كان من نصيب الثوّار عندما قام الحرس بإحضار خمسة مدافع وبدأ بتدمير أسوار الحصن، وتحت هذا الغطاء من النيران اندفع جمهور الثائرين إلى داخل السجن واشتبكوا في معركة مع الحرس في تقاتل دامي· أظهرت الوثائق الرسميَّة سقوط نحو مئتين من الثوّار وحارس واحد قبل استسلام آمر السجن. وأردي الآمر دي لوني وسبعة من حراس السجن قتلى في الجولة الثانية بعد استئناف القتال. كما كان من بين القتلى عميد تجّار باريس جاك دو فليسيل التي تُعادل صلاحياته في يومنا هذا ما يمارسه العمدة حيث كانت بلدية باريس قبل الثورة تُدار من قبل عميد أو عميد تجّار مُنتخب يتولى الإشراف على نقابات المدينة.
تبِعَ اقتحام الباستيل إصدار الجمعية التأسيسيَّة للقرار الذي قضى بإلغاء النظام الإقطاعيّ في البلاد خلال ليلة الرابع من شهر أغسطس. وتلا ذلك صدور إعلان حقوق الإنسان والمواطن يوم 26 أغسطس.

### عيد الاتحاد

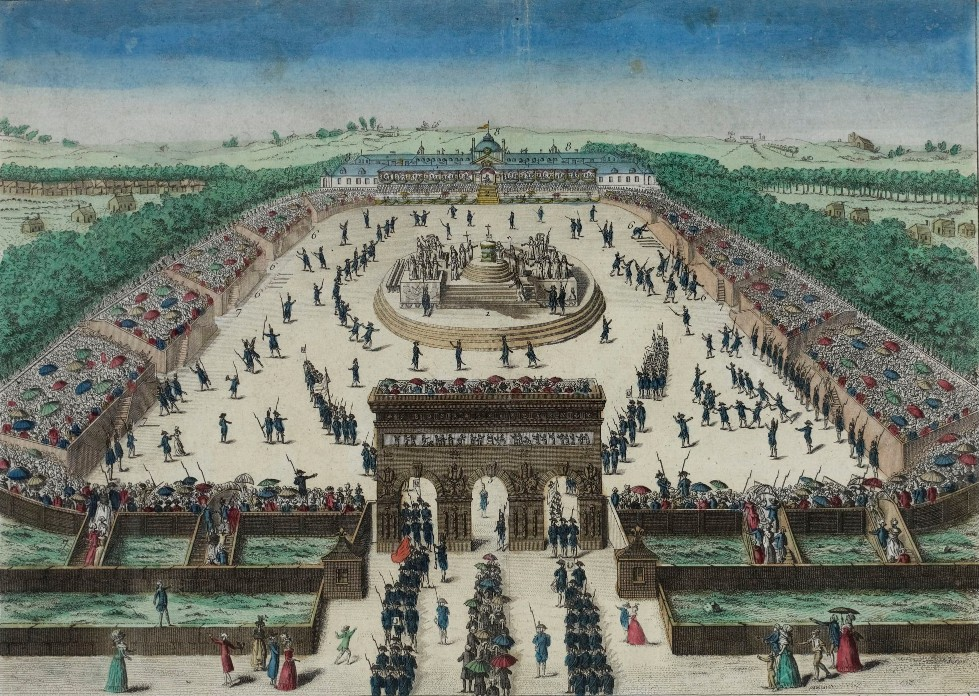
لوحة بعنوان "عيد الاتحاد" موجودة في متحف الثورة الفرنسيَّة.

طُرحت العديد من الأفكار الأوليَّة لكيفية الاحتفال بالعيد الوطني منذ اندلاع الثورة واقتحام الباستيل عام 1789. كانت هذه الأفكار تهدف بالأساس إلى تعزيز الهوية الوطنيَّة للبلاد وتوطيدها من خلال الاحتفال بأحداث الرابع عشر من يوليو التي دخلت التاريخ من أوسع أبوابه. من ببن أولى الأفكار الراميَّة للاحتفال بالعيد الوطنيّ للجمهورية كانت فكرة صانع الأقمشة الفرنسيّ كليمان غونشون الذي عرض مقترحه حول الاحتفال بذكرى اقتحام الباستيل أمام إدارة المدينة وعامّة الناس في 9 ديسمبر عام 1789. وهكذا ظهرت مقترحات عديدة أخرى، وأقيمت احتفالات غير رسميَّة في ذكر الرابع عشر من يوليو. بيدَّ أنَّ الاحتفال الرسمي الذي اعتمدته الجمعية الوطنيَّة أطلق عليه اسم عيد الاتحاد.
كان عيد الاتحاد يوم 14 يوليو عام 1790 احتفالًا بوحدة الأمَّة الفرنسيَّة خلال الثورة الفرنسيَّة. كان الهدف من هذا الاحتفال الذي تقرر إجراءه بعد مضي عام كامل على واقعة اقتحام الباستيل هو ما يمثله كرمز للسلام. أُقِيم فعاليات هذه المناسبة في ساحة الشون دو مارس التي كانت حينها تقع شمالًا خارج باريس. لم يتمكن القائمون من إكمال كافة التحضيرات التي من شأنها جعل الشون دو مارس موقعًا مناسبًا لإجراء الاحتفال. اجتمع آلاف الباريسيين فيما يُعرف باسم «يوم العجلة اليدوية» للمساعدة في إتمام أعمال البناء والتحضيرات المطلوبة لإقامة الاحتفال.
اجتمع الحرس الوطني يوم الاحتفال سائرًا على جادّة المعبد خلال المطر المنهمر إلى أن بلغوا ساحة الشون دي مارس حيث كان في انتظارهم أكثر من 260 ألف فرنسيّ من أهالي المدينة. أقام الأسقف تاليران قدّاسًا للجموع المحتشدة. وأدّى قائد الحرس الوطنيّ الجنرال لافاييت القسم أمام الدستور وتبعه الملك لويس السادس عشر. وأقيمت وليمة شعبية بعد انتهاء الاحتفال الرسميّ دامت أربعة أيام واحتفل الناس مطلقين الألعاب الناريَّة في أعالي الهواء، واحتسوا أحسن النبيذ الذي ملكوه، حتى أنَّ البعض خرجوا إلى الشوارع عراة بعدما غمرتهم فرحة الاحتفال.

### أصول الاحتفال الحالي

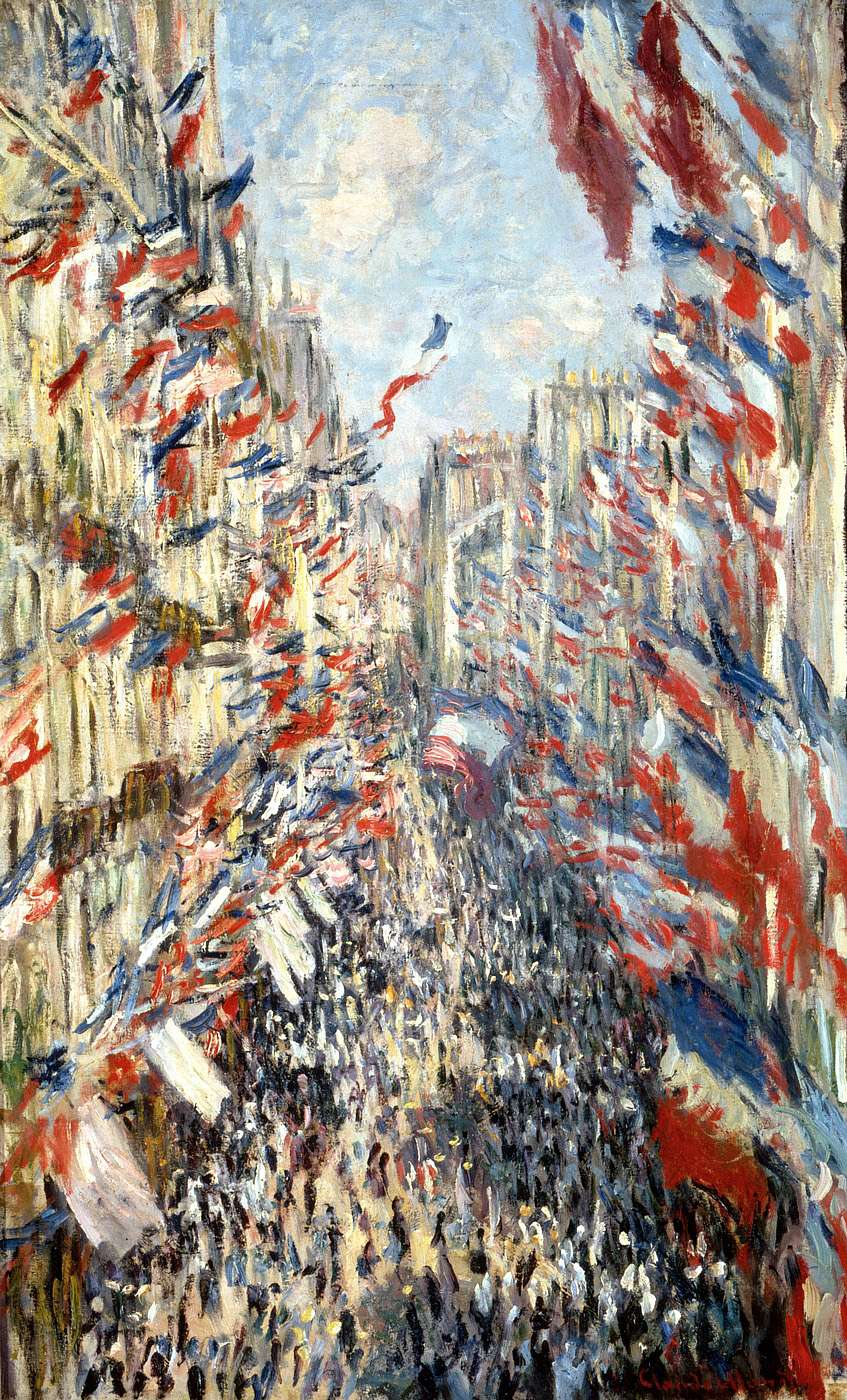
لوحة بريشة كلود مونيه تُصوّر جانبًا من احتفالات يوم 30 يونيو عام 1878 بباريس

في 30 يونيو عام 1878، أُقِيمت وليمة رسميَّة في باريس على شرف الجمهورية الفرنسيَّة (وثَّق الفنان كلود مونيه هذا الحدث). وفي يوم 14 يوليو عام 1879، أُقِيمت وليمة أخرى ولكن تنظيمها هذه المرة اصطبغ يطابع شبه رسمي. اشتملت فعاليات اليوم استقبالًا في مجلس النواب برئاسة ليون غامبيتا، وتلاها عرض عسكري في لونغشون، وأعقبها وليمة جمهوريَّة في حديقة بري كاتلون. ونقلت صحيفة لو فيغارو كيف «أقام الناس ولائم كبيرة على شرف اقتحام الباستيل» في جميع أنحاء فرنسا.
في عام 1880، أرادت حكومة الجمهورية الثالثة إعادة إحياء عيد الرابع عشر من يوليو. كانت الحملة التي سعت إلى العودة للاحتفال بالعيد الوطني قد نشأت قبل ذلك الحين بنحو عقد من الزمن، وكان قد موَّلها من النبيل والسياسي هنري بودريونت. في 21 مايو عام 1880، قدَّم بنجامين راسباي مقترح قانون وقَّع عليه أربعة وستين عضوًا من أعضاء الحكومة الفرنسيَّة طالبوا فيه بجعل الجمهورية ليوم الرابع عشر من يوليو عيدًا وطنيًا سنويًا. نشبت الكثير من الخلافات حيال التاريخ الواجب اتخاذه عيدًا وطنيًا. كان من بين الأيام المُرشحة كلًا من يوم الرابع من أغسطس على اعتباره يُصادف ذكرى إلغاء الجمهورية للنظام الإقطاعي، أو يوم الخامس من مايو (الذي يُصادف ذكرى انعقاد أول اجتماع لمجلس طبقات الأمة)، أو يوم السابع والعشرين من يوليو (الذي يُصادف ذكرى سقوط روبسبيار)، أو يوم الواحد والعشرين من يناير (الذي يُصادف إعدام لويس السادس عشر). قرَّرت الحكومة في نهاية المطاف جعل يوم الرابع من يوليو عيدًا وطنيًا للجمهورية، ولكن ظل السجال قائمًا بعض الشيء حيال الأمر. اعتبرت الحكومة السابقة أحداث 14 يوليو عام 1789 مُخالفةً للقانون بداعي تعارضها مع حاجة الجمهورية الثالثة إلى توطيد شرعيتها القانونيَّة. كما لم يرد السياسيين الفرنسيين جعل حجر الأساس الوحيد الذي ترجع إليه أصول عطلتهم الوطنيَّة بأن يكون مُتجذرًا بواقعة اقتحام الباستيل التي اعتبروها تُذكِّر بأمور مثل إراقة الدماء والكراهية الطبقيَّة. وبدلًا من ذلك اعتبروا استحداث العطلة احتفالًا بمناسبتين اثنين في الوقت ذاته ألا وهما اقتحام الباستيل وذكرى عيد الاتحاد بتاريخ 14 يوليو عام 1789. وافقت الجمعية على هذا المقترح يوم 21 مايو ويوم 8 يونيو.

جاء في الخطاب الذي ألقاه عضو مجلس الشيوخ هنري مارتن الذي كتب قانون اليوم الوطني في ظل الخلاف الذي دار حول العطلة قبل اعتمادها في يوم 29 يونيو عام 1880:

### العرض العسكري

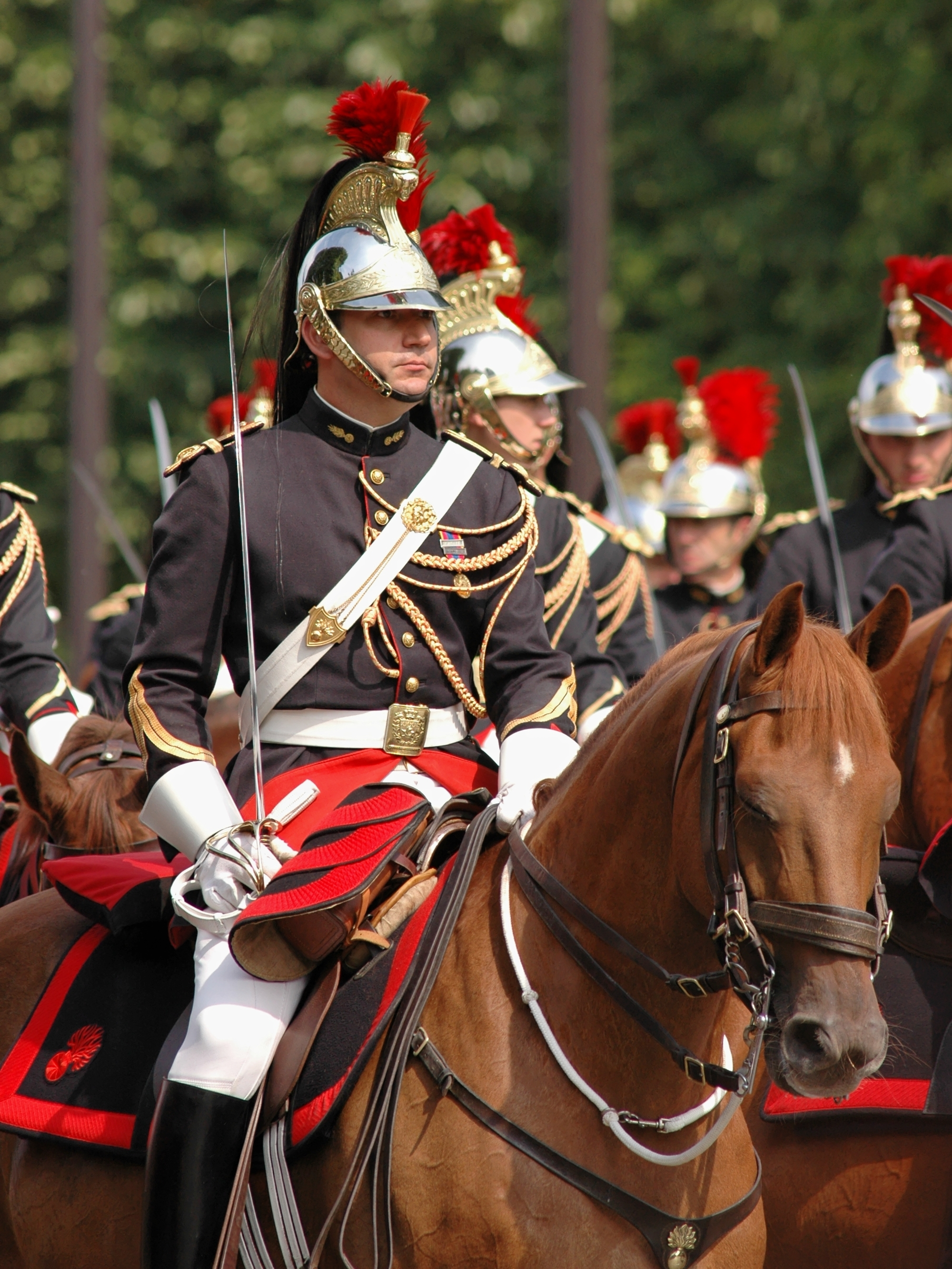
أحد خيَّالة الحرس الجمهوريّ خلال العرض العسكري في الشانزلزيه عام 2007.

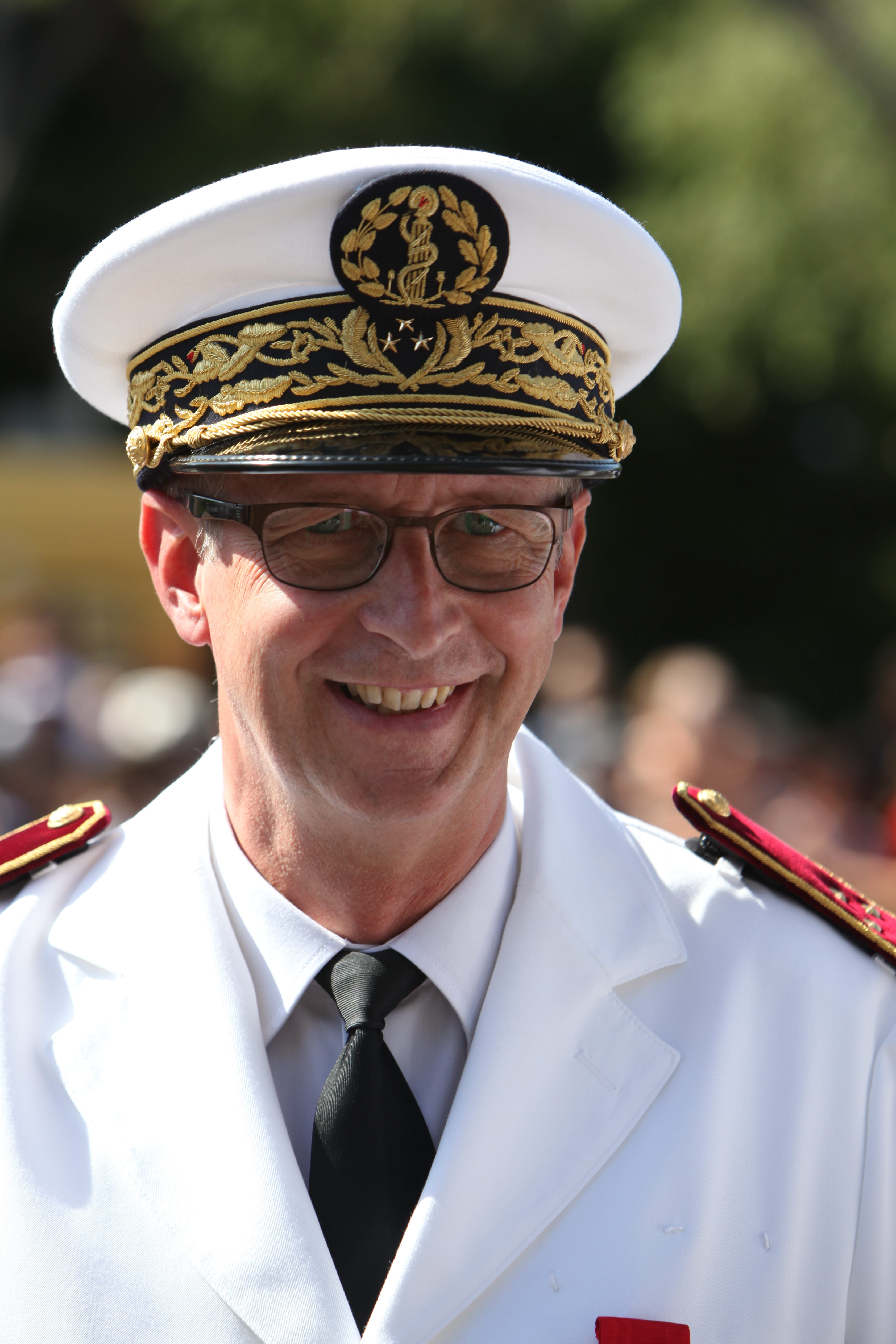
المفتّش الجرَّاح العام دومينيك فاليه رئيس كلية لافرون للطب العسكري في احتفالات العيد الوطني الفرنسي في مارسيليا عام 2012.

عرض العيد الوطني الفرنسي هو عرض عسكريّ فرنسيّ يُقام سنويًا في جادّة الشانزلزيه وسط العاصمة الفرنسيَّة باريس في صباح الرابع عشر من يوليو منذ عام 1880. كان العرض يُقام في السابق في مواقع أخرى ضمن العاصمة أو خارجها، ولكن أصبح يُقام في جادّة الشانزلزيه مع مشاركة دول الحلفاء بموجب ما جاء في مؤتمر فرساي للسلام. انقطع تنظيم العرض خلال فترة الاحتلال الألمانيّ من عام 1940 حتى عام 1944 (حين أُجرِ العرض في لندن تحت قيادة شارل ديغول)، بالإضافة إلى عام 2020 حين اُضِطر إلى إلغاء العرض جراء جائحة فيروس كورونا. يسير العرض قاطعًا الشانزلزيه بدءًا من قوس النصر حتى بلوغ ميدان كونكورد حيث يكون رئيس الجمهورية الفرنسيَّة وحكومته والسفراء الأجانب واقفين. يحظى العرض العسكري في العيد الوطني الفرنسي بشعبية واسعة داخل فرنسا حيث ينقله التلفزيون الفرنسيّ مباشرةً. ويُعدّ العرض أقدم وأضخم عرض عسكريّ نظاميّ في أوروبا كلَّها. في بعض السنوات قامت فصائل من قوات أجنبيَّة بالمشاركة بالعرض بعدما وجَّه لها دعوة بذلك. كما قد حضر العرض رجال دولة أجانب.
كما تقيم القوات المحليَّة عروضًا عسكريَّة أصغر في البلدات التي بها حاميات مثل طولون وبيلفور.

## احتفالات العيد الوطني الفرنسي حول العالم

### بلجيكا
تحتفل مدينة لييج بالعيد الوطني الفرنسي سنويًا منذ نهاية الحرب العالميَّة الأولى وهذا باعتبار منح المدينة لوسام جوقة الشرف لمقاومتها وصمودها المنيع خلال معركة لييج. كما تقيم المدينة عرض ألعاب ناريَّة خارج قاعة المؤتمرات. تشتهر لييج على وجه الخصوص بمضاهاة احتفالات العيد الوطني الفرنسي فيها لتلك الخاصّة باليوم الوطنيّ البلجيكيّ حيث يجتمع نحو 35 ألف شخص للاحتفال بالعيد الوطني الفرنسي. كما يجتذب مهرجان رقص تقليديّ يُقام في القنصلية الفرنسيَّة حشودًا كبيرة. وكذلك تحتفل العديد من الفعاليات الأخرى المُقامة في ذلك اليوم بالعلاقة الخاصّة التي تربط مدينة لييج بفرنسا.

### كندا
تقيم مدينة فانكوفر الواقعة بمقاطعة كولومبيا البريطانيَّة احتفالًا بالعيد الوطني الفرنسي يشمل على عروض وفعاليات ترفيهيَّة وما إلى ذلك. كما يحتفل مهرجان العيد الوطني الفرنسي المُقام في مدينة تورونتو بمقاطعة أونتاريو بالعيد الوطني الفرنسيّ حيث تنظّمه الجالية الفرنسيَّة بتمويل من القنصلية العامّة الفرنسيّة. تتضمن فعاليات الاحتفال عروضًا موسيقيَّة، ومنافسات رياضيَّة، فضلًا عن إقامة سوق فرنسيّ تقليديّ، ويُختتم المهرجان بإقامة رقصة شعبيَّة فرنسيَّة.

### جمهورية التشيك
تفتتح العاصمة التشيكيَّة براغ سوقًا فرنسيًا سنويًا تحت اسم «سوق الرابع عشر من يوليو» منذ عام 2008. يُقدّم السوق أنواع الطعام والنبيذ التي تشتهر بهما فرنسا، كما تُقام عروض موسيقيَّة خلال هذه الفعالية. يقام السوق على جزيرة كامبا خلال الفترة المُمتدة من يوم 11 حتى 14 يوليو. كما تُمثّل هذه الفعاليَّة احتفالًا بتسلم التشيك رئاسة الاتحاد الأوروبي من فرنسا. تشمل المنتجات الفرنسيَّة المعروضة في السوق كلًا من الجبن والنبيذ واللحم والخبز والمعجنات الفرنسيَّة. كما وتُجرى عروض موسيقيَّة خلال أوقات المساء طيلة فترة افتتاح السوق الذي تزين ساحته الفوانيس المضاءة ليلًا.

### المجر

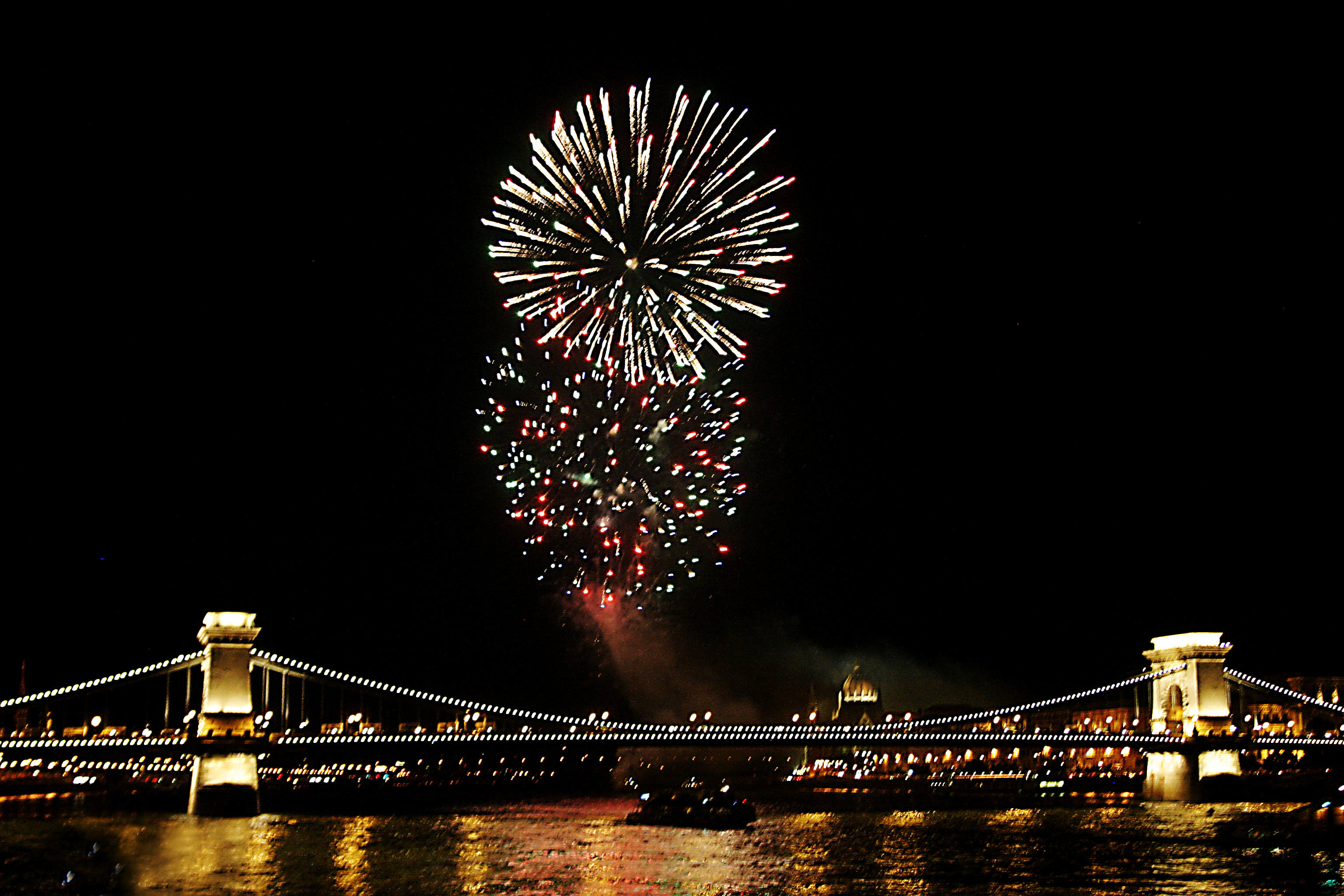
إطلاق الألعاب الناريَّة احتفالًا بالعيد الوطني الفرنسي في العاصمة المجريَّة بودابست.

يمول معهد فرنسا في بودابست احتفالًا بالعيد الوطني الفرنسي لمدة يومين. يُقام المهرجان على ضفة نهر الدانوب حيث تضج الشوارع بالموسيقى والرقص احتفالًا بهذه المناسبة. كما تنتشر أسواق محليَّة تبيع الطعام والنبيذ الذي تشتهر بهما فرنسا عالميًا ويصاحبه البائعين الذي يعرضون بعض الأكلات المجريَّة التقليديَّة. وتُختتم هذه الفعاليَّة بعرض ألعاب ناريَّة على ضفة النهر الشهير.

### الهند
تقيم مدينة بونديشيري وهي مستعمرة فرنسيَّة سابقة تقع جنوب الهند احتفالًا سنويًا كبيرًا بمناسبة العيد الوطني الفرنسي. يسير الجنود المتقاعدين في موكب ليلة العيد الوطني الفرنسي تخليدًا لذكرى من بذلوا دمائهم مدافعين عن حرية فرنسا. يزين الاحتفال رفع الأعلام الفرنسيَّة والهنديَّة إلى جانب بعضهما البعض ما يعكس الصلة الثقافيَّة والتاريخيَّة الخاصّة التي تربط المدينة بفرنسا.

### أيرلندا
تقيم سفارة الجمهوريَّة الفرنسيَّة في أيرلندا عدة فعاليات في مدن دبلن، وكورك، وليمريك احتفالًا بالعيد الوطني الفرنسي. تشمل هذه الفعاليات أمسيات موسيقيَّة تعزف فيها الموسيقى الفرنسيَّة وتناول الأطعمة الفرنسيَّة الشهيرة. كما يشارك كثير من أعضاء الجالية الفرنسيَّة في أيرلندا في هذه الفعاليات الاحتفاليَّة. تشمل الاحتفالات المقامة في العاصمة دبلن عروضًا ترفيهيَّة حيَّة، ووصفات أكلات فرنسيَّة خاصّة، وعروضًا لأفلام فرنسيَّة.

### نيوزيلندا
تقيم ريمويرا وهي إحدى ضواحي مدينة أوكلاند احتفالًا ثقافيًا سنويًا بالعيد الوطني الفرنسي. يستمتع الزوار بمشاهدة التمثيلات الإيمائيَّة الصامتة والراقصين والموسيقى الفرنسيَّة، فضلًا عن الأطعمة والمشروبات الذي تشتهر بهما فرنسا. كان من شأن تحسن العلاقات بين البلدين وما صاحب ذلك من إقامة الحديقة الماوريَّة في فرنسا وتبادل البلدين لاكتشافاتهما في نقوش ورسوم الكهوف، أن أدّى إلى إقامة استقبال رسمي خاص بفرنسا. كما يحتفل أعضاء الجالية الفرنسيَّة في العاصمة النيوزيلنديَّة ويلينغتون بالعيد الوطني الفرنسي في فعالية تُقام في موقع الاستقبال الفرنسي الرسمي.

### جنوب أفريقيا
تقيم مدينة فرانسهورك الواقعة في محافظة كيب الغربيَّة احتفالًا بالعيد الوطني الفرنسي خلال عطلة نهاية أسبوع منذ عام 1993. يعني اسم البلدة باللغة الأفريقانيَّة «الزاوية الفرنسيَّة». تقدَّم خلال فعاليات المهرجان أصناف الطعام والنبيذ الفرنسي حيث تعدّ المدينة عاصمة فن الذواقة في جنوب أفريقيا. كما تحتفل القنصلية الفرنسيَّة في جنوب أفريقيا بعيدهم الوطنيّ من خلال إقامة احتفال للجالية الفرنسيَّة المحليَّة. وتشمل النشاطات المُقامة ارتداء الحضور للملابس الفرنسيَّة المختلفة.

### بولينيزيا الفرنسية
ضمَّت فرنسا خلال حكمها الاستعماري أجزاء واسعة مما يُعرف الآن بجزر بولينيزيا الفرنسيَّة. سُمِح للتاهيتيين المشاركة في المنافسات الرياضيَّة، والراقصة، والغنائيَّة خلال يوم واحد في السنة ألا وهو العيد الوطني الفرنسي. تحول هذا اليوم إلى مهرجان شعبي كبير في العاصمة بابيتي. ويشمل هذا المهرجان الكثير من النشاطات الشعبيَّة الفلكلوريَّة مثل إجراء سباقات قوارب الكانو، والوشم التقليديّ، والسير على النار. كما استمرت إقامة لمسابقات الرقص والغناء حيث تُؤلَّف فيها الموسيقى بالعزف على الآلات التقليديَّة مثل الأكلال والفلوت الأنفيّ.

### المملكة المتحدة
تحتفل الجالية الفرنسيَّة الكبيرة الموجودة في مدينة لندن بالعيد الوطني الفرنسي في عدة مواقع ضمن المدينة مثل باترسي بارك، وكامدن تاون، وكينتش تاون. كما تُقام عروض ترفيهيَّة حيَّة في منطقة كناري وارف، فضلًا عن عروض مسرحيَّة فرنسيَّة على مدار الأسبوع في مسرح لايون أند يونيكورن الواقع بمنطقة كينتش تاون. كما تُقدِّم العديد من المطاعم اللندنيَّة وصفات لمأكولات فرنسيَّة خاصّة على قوائمها. هذا وتشمل الفعاليات المُقامة احتفالًا بالعيد الوطني الفرنسي حفلات في عدد من الحدائق بالإضافة إلى منافسات رياضيَّة عدة. كذلك تُقام فعالية كبيرة في منطقة بانكسايد وبورو ماركت حيث تُجرى عروض للمارة وألعاب فرنسيَّة تقليديَّة، وتُعزف الموسيقى الحيَّة.

### الولايات المتحدة
توجد في الولايات المتَّحدة أكثر من عشرين مدينة تقيم احتفالات سنويَّة بالعيد الوطني الفرنسي. تحتفل هذه المدن الأمريكيَّة بأبرز موروثات الثقافة الفرنسيَّة من طعام ونبيذ وموسيقى وألعاب، وأحيانًا عمل نماذج للمعالم التي تشتهر بها فرنسا.
الولايات الشمالية الشرقية
تقيم مدينة بالتيمور بولاية ماريلاند احتفالًا سنويًا كبيرًا بمناسبة العيد الوطني الفرنسي في منطقة رولاند بارك بالمدينة. كذلك تقيم مدينة بوسطن بولاية ماساتشوستس احتفالًا سنويًا بالعيد الوطني الفرنسي يُقام في المركز الثقافيّ الفرنسيّ منذ أربعين عامًا. ويصاحب فعالية المركز الثقافيّ إقامة فعاليات في الشارع بالقرب منه في منطقة باك باي. يتضمن الاحتفال عروضًا لموسيقيين يؤدون أغانٍ فرنسيَّة، وعروضًا راقصة، ومأكولات مأخوذة من المطبخ الفرنسيّ. فيما تشهد مدينة نيويورك عدة فعاليات احتفالًا بالمناسبة خلال شهر يوليو ومن ضمنها فعالية «العيد الوطني الفرنسي في الشارع ستين» التي يستضيفها منظَّمة حلف المعهد الفرنسيّ في منطقة الجانب الشرقي العلوي من مانهاتن. كما يشهد حي بروكلين النيويوركيّ إقامة احتفال بالعيد الوطني الفرنسي في منطقة تريبيكا، فضلًا عن إقامة حفل راقص سنوي يعود تاريخ عقده إلى عام 1924. تقيم مدينة فيلادلفيا بولاية بنسلفانيا احتفالات بالعيد الوطني الفرنسي حيث تشمل أداءً مسرحيًا لماري أنطوانيت وهي ترمي الكيك على ميليشيا من الثوّار الفرنسيين، فضلًا عن أداء مسرحي يُصوّر واقعة اقتحام الباستيل. بيدَّ أنَّ هذا التقليد الذي عرفته فيلادلفيا توقف أداءه منذ عام 2018. تشهد مدينة نيوبورت بولاية رود آيلاند احتفالًا سنويًا بالعيد الوطني الفرنسي ينظِّمه الفرع المحلي من منظَّمة حلف المعهد الفرنسي حيث تُقام الفعالية في حديقة كينغ عند النصب الذي يُخلِّد ذكرى الجنرال الفرنسيّ الكونت دو روشومبو الذي نزلت قواته التي تراوح قوامها من ستة آلاف إلى سبعة آلاف جندي فرنسيّ في المدينة بتاريخ 11 يوليو عام 1780. ساعدت هذه القوات الفرنسيَّة في قتال المحتل الإنجليزي خلال حرب الاستقلال الأمريكيَّة وهو إن دلَّ على شيء فهو يدل على العلاقة الوثيقة الضاربة في القدم التي تربط فرنسا بالولايات المتَّحدة.
الولايات الجنوبية
بدأت مدينة دالاس بولاية تكساس الاحتفال سنويًا بالعيد الوطني الفرنسي منذ عام 2010 حيث تُقام فعاليات الاحتفال في منطقة نورث أوك كليف وسط المدينة على الضفة الأخرى لنهر ترينتي. ترتبط مدينة دالاس بجذور فرنسيَّة من خلال «لا رينيون» وهي عبارة عن بلدة لم تدم طويلًا قامت على مبدأ الاشتراكيَّة الطوباويَّة في عام 1855، وضمَّتها المدينة إليها مع توسعها في عام 1860. يُنظَّم احتفال بالعيد الوطني الفرنسي في مدينة ميامي بولاية فلوريدا بالاشتراك مع غرفة التجارة الفرنسيَّة الأمريكيَّة ومجموعة من العلامات التجاريَّة الفرنسيَّة. تستقطب هذه الفعالية نحو ألف شخص سنويًا، وما يميِّزها هو تغير مكان إجراء الاحتفال كل عام. تشهد مدينة نيو أورلينز بولاية لويزيانا ذات الجذور الفرنسيَّة فعاليات سنويَّة عدة احتفالًا بالعيد الوطني الفرنسي، ولكن أكبر هذه الفعاليات هو الاحتفال الذي يُقام في الحيّ الفرنسيّ من المدينة. أمَّا احتفالات مدينة سانت لويس بولاية ميزوري فتُقام في كل من حي سولارد، وحي كاروندوليه الفرنسيّ، ومنطقة بينتون بارك. يقيم قصر شاتيون ديمنيل في منطقة بينتون بارك احتفالًا سنويًا بالعيد الوطني الفرنسي من خلال إقامة أداء مسرحي لقطع رأس ماري أنطوانيت ولويس السادس عشر، ورقصات تقليديَّة. كذلك بدأت منطقة كاروندوليه باستضافة فعالية سنويَّة خاصّة للاحتفال بالعيد الوطني الفرنسي في عام 2017. ترعى السفارة الفرنسيَّة في واشنطن العاصمة مأدوبات طعام وفعاليات موسيقيَّة ومزادات بمناسبة العيد الوطني الفرنسي. كما يُقام في المدينة مهرجان فرنسيّ تجد فيه العائلات عروضًا لمجموعات ترفيهيَّة يجسِّدون الحياة خلال عهد الثورة الفرنسيَّة. كما تقيم المطاعم حفلات خاصّة تُقدِّم لمرتاديها الطعام الفرنسيّ الأصيل. أحيانًا ينظّم الفرع المحلي من منظَّمة حلف المعهد الفرنسي في مدينة أوستن بولاية تكساس احتفالًا خاصًا بالعائلات في هذه المناسبة. يُقام هذه الاحتفال في المبنى الذي استضاف سابقًا ممثلية فرنسا لدى جمهورية تكساس خلال الفترة من عام 1841 حتى عام 1845.
ولايات الغرب الأوسط
تستضيف مدينة شيكاغو بولاية إلينوي مجموعة متنوعة من الفعاليات المرتبطة بالعيد الوطني الفرنسي تتوزع على مواقع مختلفة من المدينة، وتشمل فعاليات في منطقتي نيفي بير، وأوز بارك. هذا وقد ساهم كل من القنصلية العامّة الفرنسيَّة في شيكاغو والفرع المحلي لغرفة التجارة الفرنسيَّة الأمريكيَّة برعاية قسم من هذه الفعاليات. تقيم مدينة ميلواكي بولاية ويسكونسن فعالية احتفاليَّة في الهواء الطلق بمناسبة العيد الوطني الفرنسي تستمر لأربعة أيام وتشمل على استعراض نسخة مقلَّدة من برج إيفل يبلغ ارتفاعها 13 متر. تقيم مدينة منيابولس بولاية مينيسوتا احتفالًا يشمل تقدّيم النبيذ الفرنسيّ ومجموعة متنوعة من الأطعمة الفرنسيَّة من معجنات ومأكولات وسوقًا للسلع المُستعملة، وعروض سيرك، وفرق موسيقيَّة. كما ينظّم الفرع المحلي من منظَّمة أليانس فرانسيز مسابقة سنويَّة في مواقع تتغير من عام لآخر لاختيار أفضل خبز باغيت. تقيم مدينة مونتغمري بولاية أوهايو احتفالًا يشمل عروضًا لفرق موسيقيَّة وألعابًا ترفيهيَّة، بالإضافة إلى تقديم النبيذ والجعة والمُعْجَنات الفرنسيَّة.
الولايات الغربيَّة
تقيم مدينة بورتلاند بولاية أوريغون احتفالًا سنويًا بالعيد الوطني الفرنسي منذ عام 2001. يحضر الاحتفال ما يناهز الثمانية آلاف شخص وتتوزع فعالياته على عدة حدائق عامّة في المدينة، هذا ويُشرف الفرع المحلي منظَّمة أليانس فرانسيز على تنظيم الاحتفال. كذلك تقيم مدينة سياتل بولاية واشنطن احتفالًا بالمناسبة في مُنشأة مركز سياتل، وتشمل عروضًا ترفيهيَّة، ونزهات، وعروضًا للتسوق والنبيذ. تقيم مدينة ساكرامنتو بولاية كاليفورنيا مسابقة سنوية خاصّة بالنادلين في مطاعم المدينة بالإضافة إلى مهرجان في الهواء الطلق.

## احتفالات تاريخية أقيمت لمرة واحدة

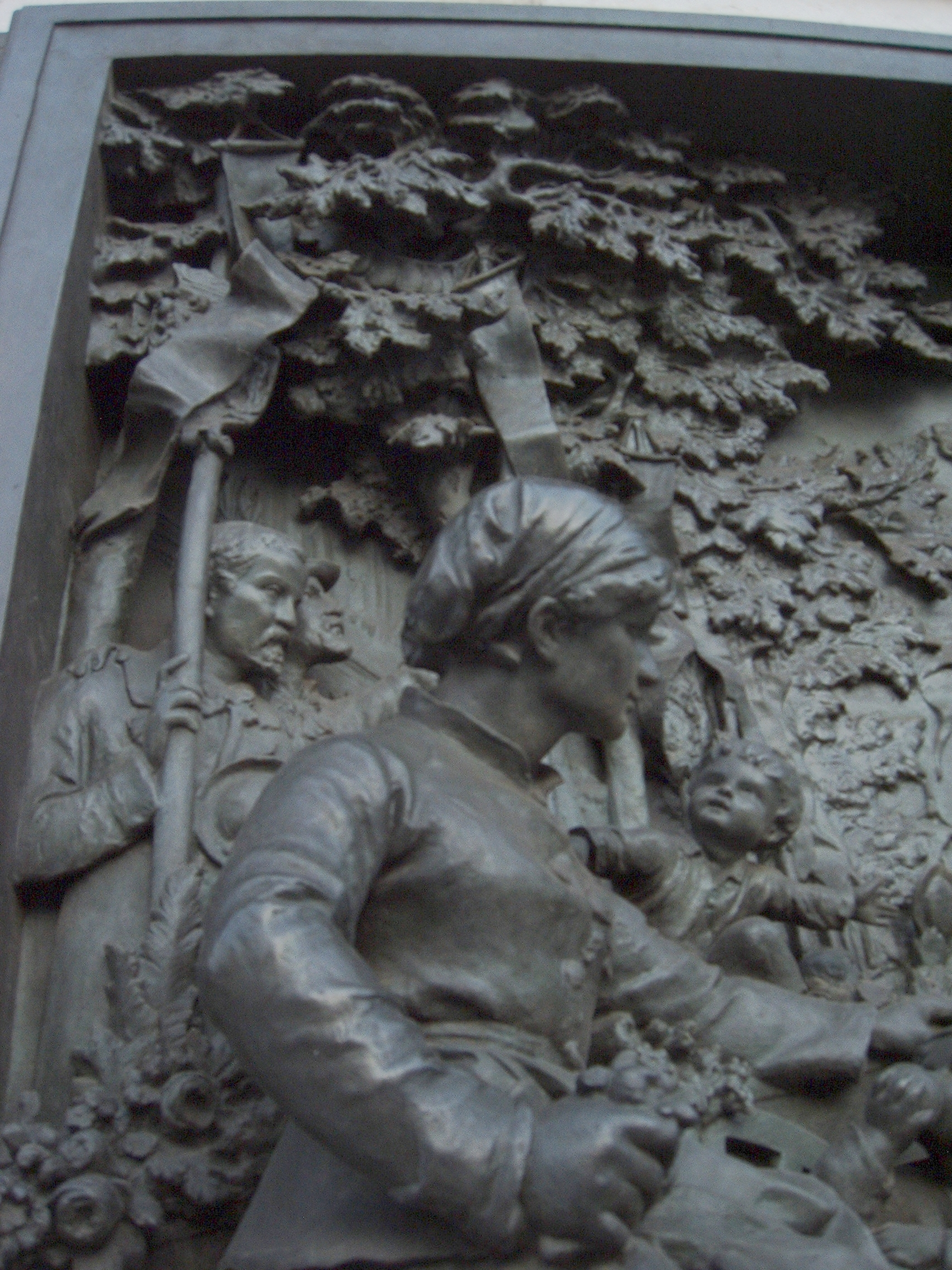
نقش برونزيّ تذكاريّ تخليدًا لذكرى العيد الوطني الفرنسي

- 1979: حفلة موسيقيَّة ضخمة للموسيقار الفرنسيّ الكبير جان ميشال جار في ميدان كونكورد حضرها أكثر من مليون شخص.[82]
- 1989: احتفلت فرنسا بالذكرى المئتين على اندلاع الثورة الفرنسيَّة بعرض احتفالي ضخم من إشراف المصمم الفرنسيّ جان بول غود في الشانزلزيه وسط باريس. وتولى رئيس الجمهورية فرنسوا ميتران دعوة واستقبال قادة العالم في هذه الذكرى التاريخيَّة.[83]
- 1990: حفلة موسيقية كبيرة لجان ميشال جار في منطقة لا ديفونس بالقرب من باريس.[84]
- 1994: افتتحَ الفيلق الأوروبيّ المشترك المشكَّل حديثًا يوروكوربس العرض العسكري. وقد شمِلَ الفيلق على جنود ألمان. كانت هذه المناسبة أول مرة يُشارك فيها جنود ألمان بعرض عسكريّ على التراب الفرنسيّ منذ الاحتلال الألماني للبلاد عام 1944 خلال الحرب العالميَّة الثانيَّة، وهو ما كان رمزًا على التئامٍ تاريخيّ أوسع للعلاقات بين البلدين.[85]
- 1995: حفلة موسيقيَّة كبيرة لجان ميشال جار عند برج إيفل.[86]
- 1998: احتفالات ضخمة شهدتها جميع أرجاء الجمهورية بعد مضي يومين فقط على الفوز التاريخيّ الذي أحرزه المنتخب الوطنيّ الفرنسيّ ظافرًا بكأس العالم.[87]
- 2004: قادت فرقة عسكريَّة بريطانيَّة العرض العسكريّ احتفالًا بالذكرى المئوية التاريخيَّة لإعلان الاتفاق الودي بين البلدين بالتزامن مع تحليق السهام الحمر مؤديةً عرضًا جويًا فوق العاصمة الفرنسيَّة.[88]
- 2007: قادت قوات من جميع الدول الأعضاء في الاتحاد الأوروبيّ العرض العسكري احتفالًا بالذكرى الخمسين لتوقيع معاهدة روما.[89]
- 2014: حضر ممثلون عن الثمانين دولة التي وقعت فيها الحرب العالميَّة الأولى في الذكرى المئوية لاندلاعها. واُفتتِح العرض العسكريّ باستعراض ستة وسبعين علمًا من أعلام هذه الدول.[90]
- 2017: الرئيس إيمانويل ماكرون يستقبل رئيس الولايات المتَّحدة دونالد ترامب احتفالًا بالذكرى المئة لدخول الولايات المتَّحدة في الحرب العالميَّة الأولى، واحتفالًا بقرون من العلاقات التاريخيَّة الوطيدة بين الأمتين الواقعتين على ضفتيّ الأطلسي.[91]

## أحداث وقعت خلال العيد الوطني الفرنسي
- في عام 2002، حاول ماكسيم برونري اغتيال الرئيس الفرنسيّ جاك شيراك خلال العرض العسكري السنوي احتفالًا بالعيد الوطني الفرنسي في الشانزلزيه.[92]
- في عام 2009، قامت مجموعات من الغوغاء والمخربين في باريس بإضرام النار بنحو ثلاثمئة سيارة خلال احتفالات العيد الوطني الفرنسي.[93]
- في عام 2016، قام الإرهابيّ محمد لحويج بوهلال بأخذ شاحنة وقيادتها وسط حشود غفيرة من الناس المُجتمعة في مدينة نيس احتفالًا بالعيد الوطني الفرنسي. أدى هذا الهجوم إلى مقتل ستة وثمانين شخصًا وإصابة 434 شخص آخر بجروح.[94][95][96]